# Мигалки
Мига́лки — село в Україні, у Пісківській селищній територіальній громаді Бучанського району Київській області. Автобусне сполучення з залізничною станцією Тетерів Південно-Західної залізниці (3 км). Автошлях М 07 (Е 373) проходить на відстані 7 км північніше села.
У селі розташовані:
- середня школа
- лісництво
- територія колишнього СВК «Нове життя» с. Мигалки 07822, с. Мигалки
- садове товариство «Лісова галявина»
- кінно спортивний клуб «Teteriv Country» [Архівовано 28 листопада 2012 у Wayback Machine.]
- стелла з рельєфним зображенням Т.Г. Шевченка встановлена у 1983 році. Автор - Дерев’янко Іван Онуфрійович, матеріал - гіпс, цегла, фарба.[1]
- пам'ятник загиблим бійцям ОУН-УПА
- крамниці

Село оточують мальовничі соснові ліси, луки у долині річки Тетерів.
Відстань до Києва 80 км. Межує з Житомирською областю.

## Географія
Мигалки розташовані в центральній частині Східноєвропейської рівнини на Поліській низовині на правому березі річки Тетерів, яка є притокою Дніпра. В селі налічується 572 садиби, які розміщені на 10 вулицях (Партизанська, Піонерська (нова назва - Польова), Воровського (н.н. - Вишнева), Короленка, Петровського(н.н. - Покровська), Кабули (н.н.- О.Тищенка), Червонофлотська (н.н.- Лугова), Жовтнева (н.н.- Шкільна),Молодіжна та інші). Центральною вулицею села Мигалки є вулиця Леніна (н.н.-Героїв України). Паралельно з нею йде вулиця Шевченка, по якій проходить шосейна дорога Тетерів-Радомишль.
Найвищою точкою в межах села є Мигальска сопка, висота якої 145 м виділяються також інші дюни-пагорби: Лисяча, Універсальна, Куряча і т. д. Найнижчі показники висот мають урочища: Чащ, Ломи, Більове, Башатине.
Із корисних копалин, у межах села, значення має біла і руда глина, поклади яких поширені на південно-західних околицях села. Там побудований цегельний завод. Кварцовий пісок дюн використовувався для скловаріння.
Клімат села і його околиць характеризується помірною континентальністю без різких коливань температури та порівняно значною кількістю опадів. Зима на території села триває 119 днів, літо — 120 днів, осінь — 70 днів, весна — 56 днів. В середньому за рік в селі буває 63 % днів з антициклонами і 37 % — з циклонами. Значно розвинена грозова діяльність (33 дні на рік).
Село ділиться на три частини — Сидорівщина, Мантин і Канава. Канава дістала свою назву від невеликої річечки, яка ділила село навпіл. Біля теперішнього будинку церкви знаходився місток через Канаву. На річечці стояли крупорушка і млин. У долині Тетерева в околицях села знаходяться до 25 озер.
В Мигалках храмове свято 14 жовтня в день святої Покрови Пресвятої Богородиці.

## Історія
Перша згадка про Мигалки датується 1415 роком.
Проте на території села доволі часто знаходили знаряддя кам'яної доби, (кам'яні сокири, круглі камені з просвердленими  отворами) це вказує на те, що на території села існувала стоянка первісних людей. Це все логічно, близькість ресурсної бази, як то ліси - багаті на дичину, гриби, ягоди та заливні луки з річкою та озерами.
Дореволюційні Мигалки так описує М.Герасименко: «В центрі села стояла гарна церква. Крім неї, була школа і приватна крамниця. Панської землі в нас не було, тільки ліс, що нагадував парк з ідеальним порядком. Єгерів не було, а була лісова охорона. В хащях були дикі кози та кабани. Навколишні ліси належали графині Браницькій, яка жила в Києві на Подолі, а керував усім лісничий.»
Згадувана церква — це дерев'яна церква Олександра Невського, побудована 1885 року на місці давнішої приписної церкви 1820 року.
До 1923 року Мигалки — село Вишевицької волості Радомисльського повіту Київської губернії. 1900 року у власницькому селі Мигалки було 163 двори, мешкало 985 осіб. Існувала правосллавна церква, діяла церковно-парафіяльна школа, працювала кузня.
Дорога з Мигалок до Язвинки була огороджена з обох боків, і по ній гнали худобу в Київ на бойню. Село було ареною боїв під час громадянської війни, у якій брали участь і жителі села. У 1920 р. під час відступу польської армії на околиці села відбувся жорстокий бій за переправу (дерев'яний міст через Тетерів). Серед загиблих був командир Таращанського полку П. С. Кабула, який і похований на Мигалківському кладовищі.
За примусовою колективізацією прийшов голодомор. В порівнянні з іншими селами та регіонами Мигалки постраждали менше — багато людей працювало на державних підприємствах, на залізниці, лісопилці, у лісгоспі та інше. Померли в основному ті, хто був не зайнятий на виробництві та ті з розкуркулених сімей, у яких було все відібрано.
Частину жителів села після Голодомору 1932—1933 років було переселено у спорожнілі хати села Гриньки Глобинського району Полтавської області.
На початку Радянсько-німецької війни Мигалки входили у східну частину Коростенського укріпрайону. Для зміцнення оборони за селом протягом декількох кілометрів був викопаний протитанковий рів шириною 6 м, глибиною 3-4 м. На його споруджені було задіяно близько 5 тис. людей з декількох районів. Все це ніяким чином не вплинуло на просування німецьких танкових колон, які в перший же місяць війни підійшли до річки Ірпінь. В липні та серпні 1941 р. бої точилися одночасно і в Коростенському укріпрайоні і .
У березні 1944 року неподалік села у нерівному бою з бійцями НКВС загинуло 12 вояків Української Повстанської Армії. Їх поховали на околиці села, а на початку 2000-х на могилі встановили хрест. На святкування Трійці і Покрови біля могили проводяться урочисті заходи, під час яких учасники виконують стрілецькі та повстанські пісні. Вшанування проводять учасники націоналістичних організацій, також місцеві жителі.Приїздять ветерани УПА.

## Особистості
В селі народилися
- Петренко Геннадій Никифорович — Герой Радянського Союзу
- Тищенко Олександр Миколайович (1977—2015) — солдат Збройних сил України, учасник російсько-української війни.